# Graczow Kust
Graczow Kust (ros. Грачёв Куст) – wieś (sieło) w Rosji, w obwodzie saratowskim, w rejonie pierielubskim. W 2010 liczyła 784 mieszkańców.